# Gillian Martindale
Gillian Martindale (1974. január 21. –) barbadosi nemzetközi női labdarúgó-játékvezető, valamint FIBA nemzetközi női kosárlabda játékvezető.

## Pályafutása
A BFA Játékvezető Bizottságának (JB) minősítésével a Premier League játékvezetője. A Liga Nacional bajnokságban is tevékenykedik. Küldési gyakorlat szerint rendszeres 4. bírói, illetve alapvonalbírói szolgálatot is végez. A nemzeti női labdarúgó bajnokságban kiemelkedően foglalkoztatott bíró.
A Barbadosi labdarúgó-szövetség JB terjesztette fel nemzetközi játékvezetőnek, a Nemzetközi Labdarúgó-szövetség (FIFA) 2009-től tartja nyilván női bírói keretében. A FIFA JB központi nyelvei közül az angolt beszéli. Több nemzetek közötti válogatott (Női labdarúgó-világbajnokság), valamint klubmérkőzést vezetett, vagy működő társának 4. bíróként segített.
A 2012-es U17-es női labdarúgó-világbajnokságon a FIFA JB játékvezetőként foglalkoztatta.
| Időpont             | Helyszín                       | Mérkőzés típusa               | Mérkőzés             | Eredmény | Nézők száma |
| ------------------- | ------------------------------ | ----------------------------- | -------------------- | -------- | ----------- |
| 2015. szeptember 8. | Thani bin Jassim Stadion, Doha | csoportméárkőzés (C. csoport) | Szlovénia–Észtország | 1 – 0    | 38 000      |
| 2015. október 13.   | Jassim Bin Hamad Stadion, Doha | csoportméárkőzés(C. csoport)  | Belgium–Izrael       | 3 – 1    | 38 000      |

A Nemzetközi Kosárlabda-szövetség (FIBA) Játékvezető Bizottsága a 2010-es női kosárlabda-világbajnokságon játékvezetőként foglalkoztatta.